# Wilsonberga
Die Wilsonberga (norwegisch) sind ein Gebirgskamm aus Nunatakkern im ostantarktischen Königin-Maud-Land. Er ist der mittlere dreier Gebirgskämme der Mannefallknausane in der Maudheimvidda. Die anderen sind die Baileyranten und die Wildskorvene.
Wissenschaftler des Norwegischen Polarinstituts benannten sie 1967. Namensgeber ist John Kershaw Wilson (1936–1965) vom Falkland Islands Dependencies Survey, der am 12. Oktober 1965 gemeinsam mit zwei Begleitern beim Sturz eines Motorschlittens in eine Gletscherspalte in der Tottanfjella ums Leben gekommen war.